# Circumscribere
Circumscribere: International Journal for the History of Science es una revista revisada por pares, en línea, de acceso abierto, editada por el Centro Simão Mathias para Estudios en la Historia de la Ciencia (CESIMA). Es una revista semestral dedicada a la historia de la ciencia, a la historia de la tecnología y a la historia de la medicina. La revista fue fundada en 2006. Es publicada por el Portal de Revistas Eletrônicas da PUC-SP.